# Сонцевик фау-біле

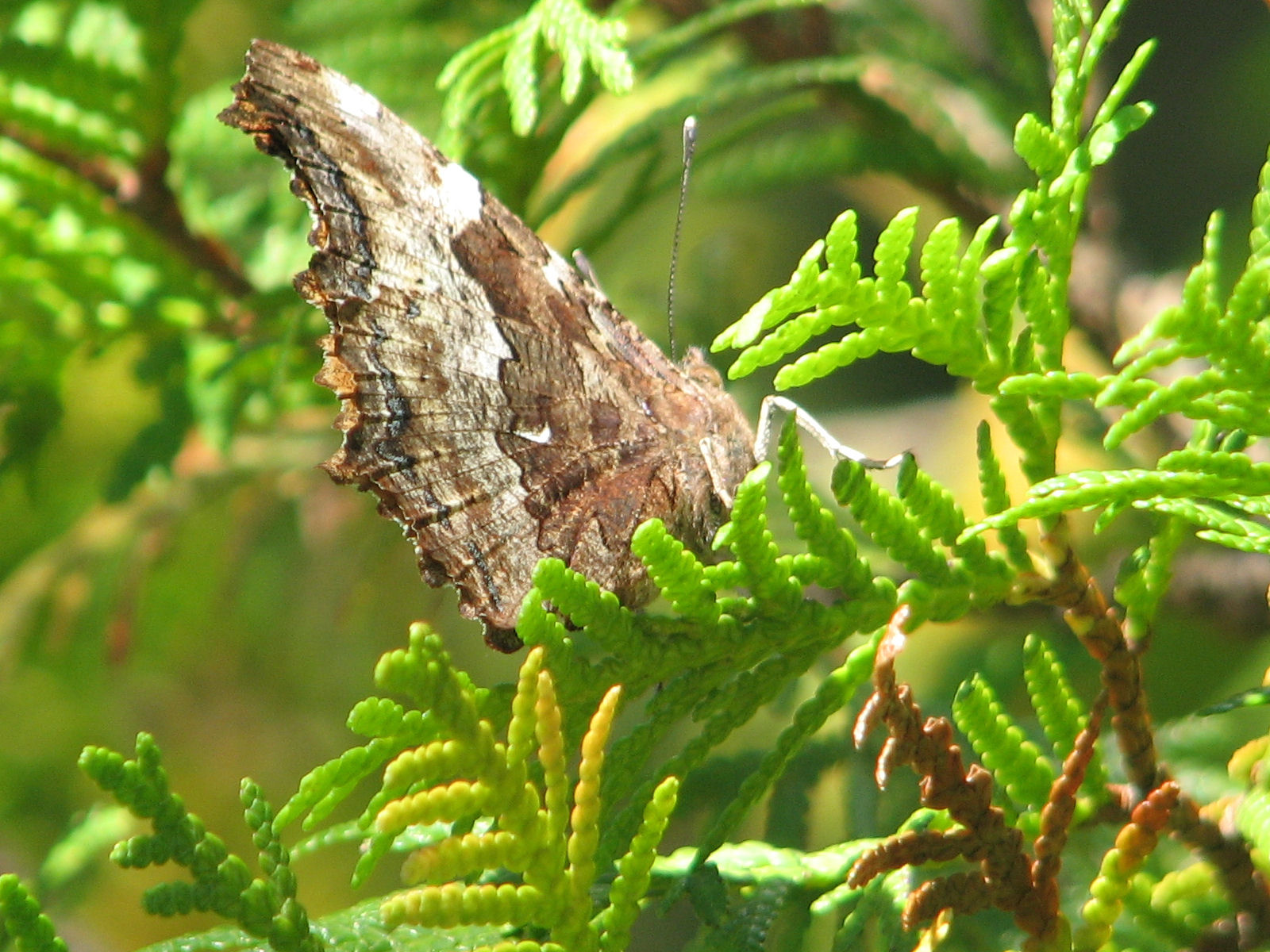
Нижня сторона крила

Сонцевик фау-біле (Nymphalis vaualbum) — вид комах з родини Nymphalidae. Один з 4 видів роду у фауні України.

## Морфологічні ознаки
Розмах крил — 56–68 мм. Крила руді або цегляно-червонуваті, з чорними плямами; оторочка по краю крил темна. Біля вершини передніх крил і на передньому краї задніх різко виступає по одній білій плямі. Край передніх крил утворює досить різку виїмку. Низ темний, з білою плямою у вигляді літери «L» посередині заднього крила.

## Поширення
Центральна та Східна Європа, помірні широти Азії від південного Уралу, Казахстану, Тянь-Шаню до Далекого Сходу, а також Північна Америка. 
В Україні зустрічається лише спорадично у майже всіх регіонах, окрім крайнього пд. та Криму. Дуже рідкісний вид, відомі лише поодинокі знахідки.

## Особливості біології
Зустрічається у листяних та мішаних лісах, заплавах. Біологічні особливості виду в Україні невивчені. Літ метеликів може спостерігатися з весни до пізньої осені. Метелики живляться соком поранених дерев, перестиглих фруктів, екскрементами тощо. Гусінь — листям верби, тополі, берези, аґрусу та інших рослин з травня до липня, живуть групами у павутинних гніздах. Зимують імаго.

## Загрози та охорона
Загрози: можливо, зміна породної структури та густоти деревного покриву лісу, розчищення берегів водотоків, кліматичні зміни, хімічна обробка лісу.
Слід ґрунтовно вивчити особливості біології та з'ясувати ймовірні причини скорочення чисельності. У разі виявлення постійної популяції виду доцільне створення ентомологічного заказника.